# Ikeda (Osaka)
Ikeda (japanisch 池田市, -shi) ist eine Stadt in der Präfektur Osaka in Japan.

## Geographie
Ikeda liegt nördlich von Osaka und östlich von Amagasaki.

## Geschichte
Es heißt, dass die Webekunst von chinesischen Immigranten (帰化人, Kikaijin) eingeführt wurde, die sich hier im 4. Jahrhundert niederließen.
Ikeda ist bekannt für seine Pflanzen, Gewächshäuser und für Sake-Herstellung. Wegen der Nähe zu Osaka wurde viel Land in Bauland umgewandelt. Der Flughafen Osaka-Itami liegt zum Teil auf dem südlichen Gelände der Stadt.
Ikeda erhielt am 29. April 1939 Stadtrecht.

## Verkehr
- Straße:
  - Chūgoku-Autobahn
  - Nationalstraßen 171, 173, 176, 477
- Zug:
  - Hankyū Takarazuka-Hauptlinie
  - Hankyū Minoo-Linie

## Städtepartnerschaften
- Launceston (Tasmanien), Schwesterstadt seit 1965
- Suzhou (Jiangsu), Partnerstadt seit 1981

## Söhne und Töchter der Stadt
- Kamon Iizumi (* 1960), Politiker
- Daidō Moriyama (* 1938), Fotograf
- Masayuki Naoshima (* 1945), Politiker

## Angrenzende Städte und Gemeinden

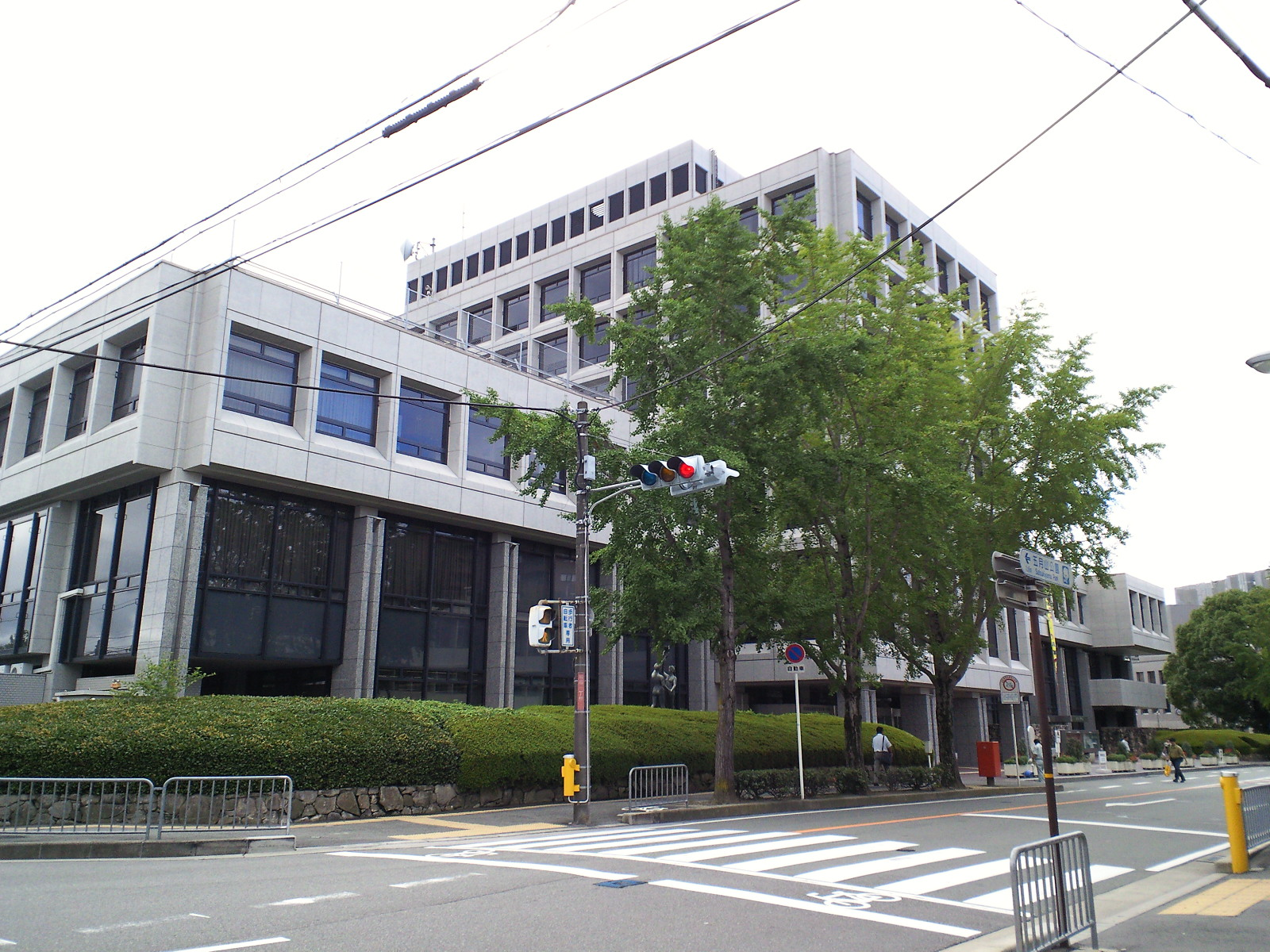
Rathaus von Ikeda

- Präfektur Osaka
  - Toyonaka
  - Minoo
- Präfektur Hyōgo
  - Kawanishi
  - Itami